# ناجية بنت الوليد بن المغيرة
ناجية بنت الوليد بن المغيرة من صحابة النبي محمد. وهي ابنة الوليد بن المغيرة.
كانت ناجية من النساء اللاتي أسلمن قبل أزواجهن. وقد مُنعت بعض هؤلاء النساء من الهجرة حين كان أزواجهن لا يزالون على غير الإسلام.[بحاجة لمصدر]

## طالع أيضًا
- الصحابة

## روابط خارجية
- متقون.كوم